# Muscle petit psoas
 (novembre 2022).
Si vous disposez d'ouvrages ou d'articles de référence ou si vous connaissez des sites web de qualité traitant du thème abordé ici, merci de compléter l'article en donnant les références utiles à sa vérifiabilité et en les liant à la section « Notes et références ».
Le muscle petit psoas est un muscle inconstant du membre pelvien ou inférieur présent dans 50 à 60 % des cas.

## Description
Le muscle petit psoas est un muscle fusiforme grêle qui se situe devant le muscle grand psoas.

## Origine
Le muscle petit psoas se fixe sur la face latérale du corps de la douzième vertèbre thoracique (T12) et de la première vertèbre lombaire (L1) ainsi que sur le disque intervertébral entre ces deux vertèbres.

## Trajet
Le muscle petit psoas chemine sur la face ventrale du muscle grand psoas, avec une direction légèrement médiale. Il ne franchit pas le ligament inguinal et reste donc dans le bassin.

## Terminaison
Le muscle petit psoas se termine sur la ligne arquée de l'ilion sur la face dorsale dorsal de l'éminence iliopubienne.

## Innervation
Le muscle petit psoas est innervé par le rameau antérieur du premier nerf lombaire.

## Action
Le muscle petit psoas est fléchisseur accessoire du bassin (très peu puissant), il sert surtout à maintenir le grand psoas contre les structures squelettiques postérieures, l'empêchant ainsi de prendre la corde de l'arc[pas clair].

## Aspect clinique
Le muscle petit psoas est un point de repère pour le muscle grand psoas.

## Anatomie comparée
Le muscle petit psoas est présent chez d'autres mammifères, comme les chevaux. Chez les chevaux, il peut être palpé par toucher rectal pour rechercher les causes des maux de dos.